# Théophile Conrad Pfeffel
Pour les articles homonymes, voir Pfeffel.
Théophile Conrad Pfeffel est un auteur alsacien de langue allemande né le 28 juin 1736 et mort le 1er mai 1809 à Colmar. C'est un auteur de la période des Lumières allemandes, aussi appelée l'Aufklärung.

## Biographie
Fils de Johann Conrad Pfeffel (1682–1738), il était le frère cadet du jurisconsulte et diplomate Christian-Frédéric Pfeffel (1726–1807). Il a étudié à Halle.
Il perdit la vue à l'âge de 22 ans.
Il fonde l'Académie militaire de Colmar en 1773. Il s'agit en fait d'un lieu ne s'adressant qu'à des enfants protestants, nobles le plus souvent, et qui leur permettait de se destiner à une carrière militaire. Il en dira : « Notre établissement n'est pas une école d'élite pour des soldats ou des commerçants, mais une pépinière pour tous ceux qui veulent émerger du vulgaire. » L'école a accueilli 288 élèves en vingt ans.
En 1808, il devient président du Consistoire de Colmar et parallèlement il est reçu à l'académie des sciences de Bavière.
Durant la Révolution, il est contraint de publier ses travaux littéraires, poèmes, almanachs... pour subsister. Il était membre de la société helvétique et de la société littéraire colmarienne. On le présume franc-maçon.

## Hommage
À Colmar, le collège Théophile Conrad Pfeffel sur la route d'Ingersheim s'est vu attribuer son nom.

## Liste des œuvres
- Poetische und Prosaische Versuche, en plus de 20 tomes.
- Biographie eines Pudels und andere Satiren. Langewiesche-Brandt, Ebenhausen 1987,  (ISBN 3-7846-0134-0)
- Politische Fabeln in Erzählungen und Versen. Greno-Verlag, Nördlingen 1987,  (ISBN 3-89190-837-7)

## Postérité

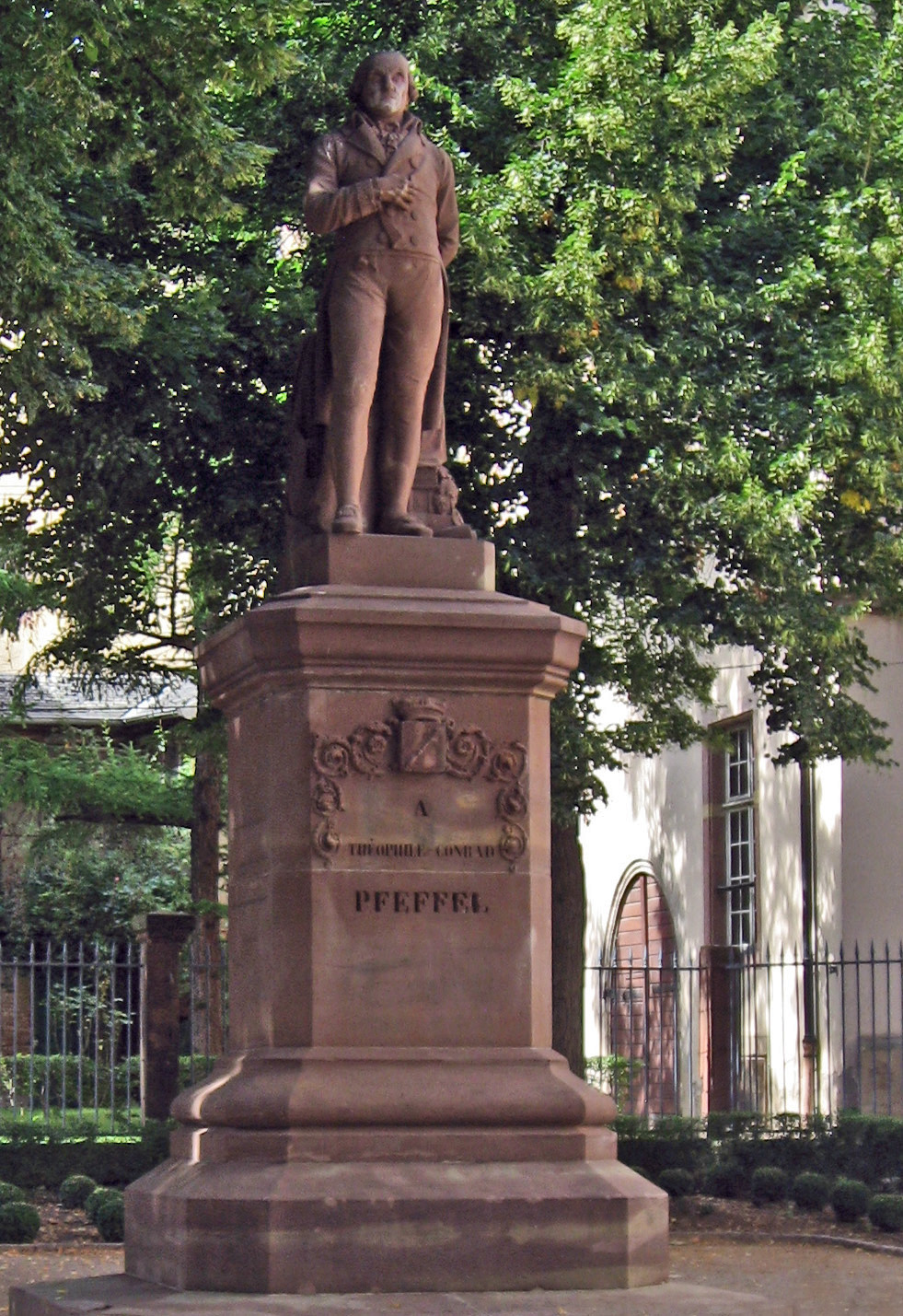
Statue par André Friederich à Colmar

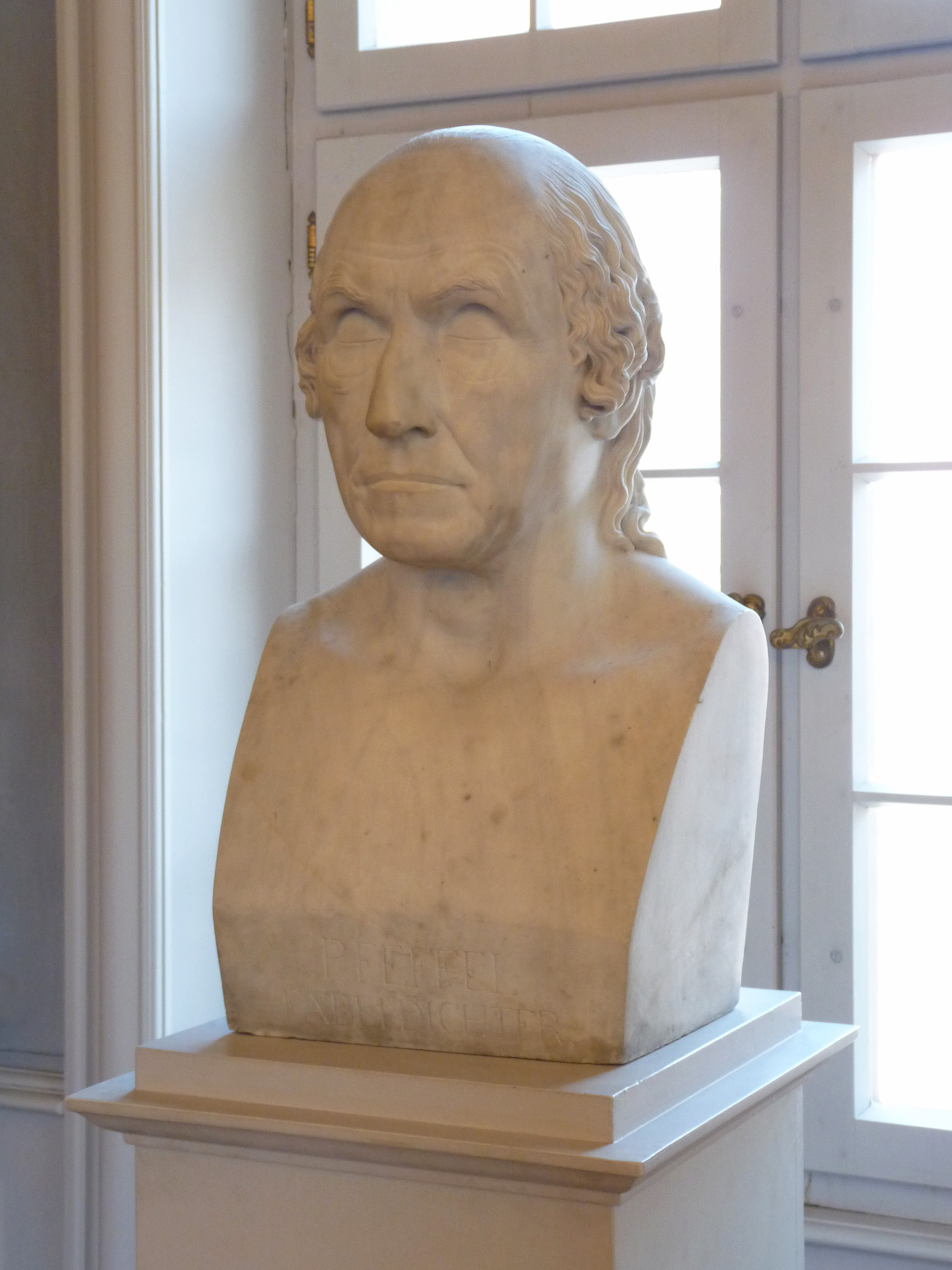
Buste en plâtre de Pfeffel réalisé par Joseph Maria Christen.
Musée Unterlinden.

Jean-Jacques Karpff, un autre Colmarien, réalisa son portrait.
Le sculpteur alsacien André Friederich offrit à la ville de Colmar une statue de Pfeffel qui fut inaugurée sur la place des Unterlinden en 1859.